# 江文沛
江文沛（1532年—1583年），字良雨，號瞻明，福建福州府閩縣人，軍籍，明朝政治人物。

## 生平
嘉靖三十四年（1555年）乙卯科福建鄉試第二十六名舉人，隆慶五年（1571年）中式辛未科會試第三十一名，三甲第十一名進士。兵部觀政，授行人司行人，升司副，萬曆二年（1574年）升右司正，七年升戶部郎中。萬曆十一年（1583年）卒，年五十二。

## 家族
曾祖江昌；祖父江元宦；父江日德，母陳氏；繼母陳氏。慈侍下。